# Фузине (Виченца)
Фузине је насеље у Италији у округу Виченца, региону Венето.
Према процени из 2011. у насељу је живело 122 становника. Насеље се налази на надморској висини од 459 м.